# Eva García Rodríguez
Eva García Rodríguez (Montcada i Reixac, Vallès Occidental, 29 de juny de 1971) és una biòloga i política catalana, diputada al Parlament de Catalunya en la VII, VIII, IX i X legislatures.

## Biografia
Llicenciada en biologia. Militant del Partido Popular, a les eleccions municipals espanyoles de 1999 fou escollida regidora de l'ajuntament de Montcada i Reixac. De 2000 a 2007 fou secretària executiva electoral del Partit Popular de Catalunya, i vicesecretària d'organització del PP de Barcelona. Ha estat membre del consell d'administració de l'Entitat Metropolitana de Serveis Hidràulics i Tractament de Residus.
Fou escollida diputada a les eleccions al Parlament de Catalunya de 2003. Després d'un parèntesi tornà al Parlament el 2009. Després fou escollida diputada a les eleccions al Parlament de Catalunya de 2010 i 2012.